# 普沃蒂

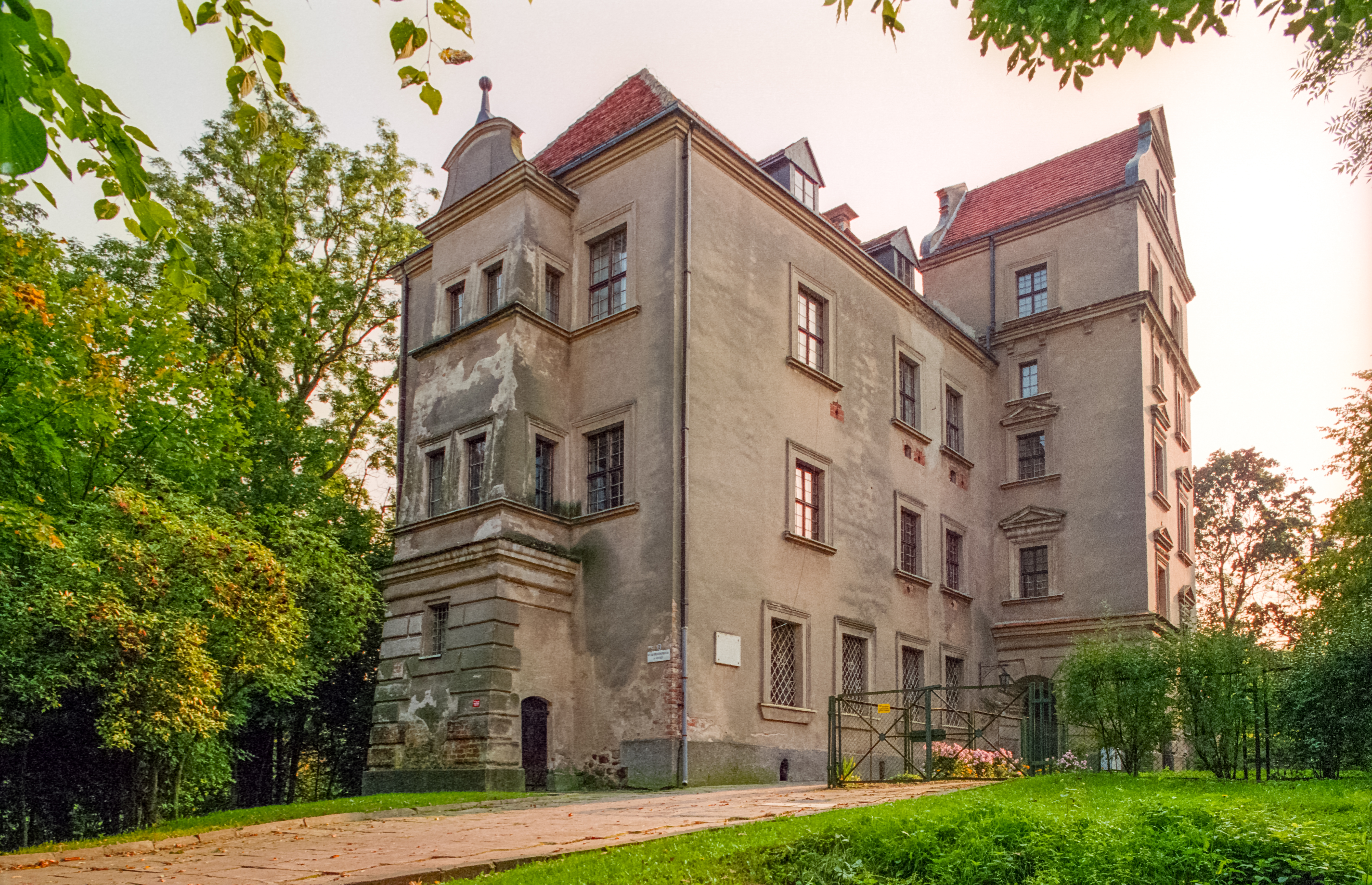

普沃蒂是波蘭的城鎮，位於該國西北部，距離首府什切青80公里，由西波美拉尼亞省負責管轄，始建於八世紀，面積4.12平方公里，2010年人口4,035。

## 外部連結
- Official town website （页面存档备份，存于）

53°48′N 15°16′E / 53.800°N 15.267°E